# کبک برفی
کبک برفی (نام علمی: Lerwa lerwa) نام یک گونه از زیرخانواده کبکیان است که در هیمالیا، هند، پاکستان، نپال و جمهوری خلق چین یافت می‌شود. کبک برفی تنها گونه در سرده خود است.

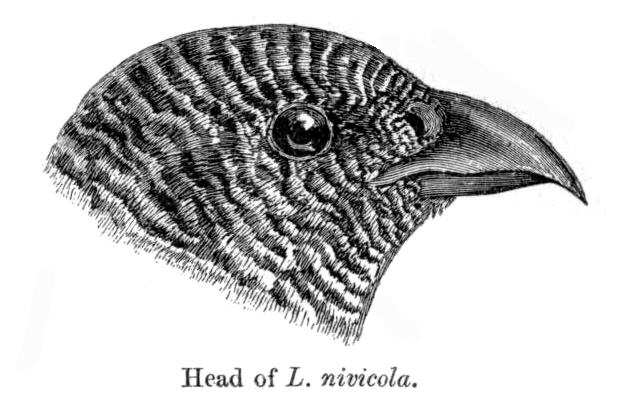
سر و نوک خمیده کبک برفی